# AM Gendron-Somua
L'automitrailleuse modèle 1939 Gendron-Somua (AM 39) est un prototype d'automitrailleuse conçue par l'ingénieur Gendron pour la cavalerie française à partir de 1934. Les premières automitrailleuses de série auraient dû être livrées par la firme SOMUA en juillet 1940.

## Premier prototype

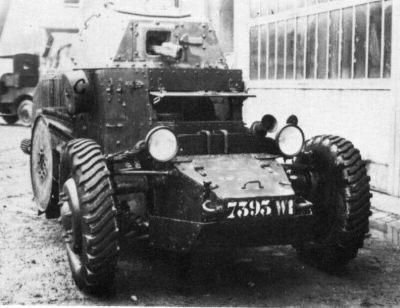
Le premier prototype de l'AMR Gendron en 1934. Les roues arrière ne sont pas visibles sur cette photographie.

Un premier prototype est proposé le 29 janvier 1934 à la commission d'expériences du matériel automobile de Vincennes (CEMAV) dans la catégorie des automitrailleuses de reconnaissance (AMR). Il présente la particularité d'avoir une configuration tricycle : l'automitrailleuse a deux roues motrices à l'avant mais les deux roues motrices à l'arrière sont jumelées, formant une roue double insérée dans la carrosserie. Pour améliorer la mobilité hors-route, le prototype possède deux roues auxiliaires qui peuvent être relevées ou couplées au moteur. Cette configuration se révèle trop instable, mais la voiture produit une très bonne impression. La CEMAV demande donc la transformation du prototype dans une configuration à quatre roues motrices (tout en conservant en sus les deux roues auxiliaires).

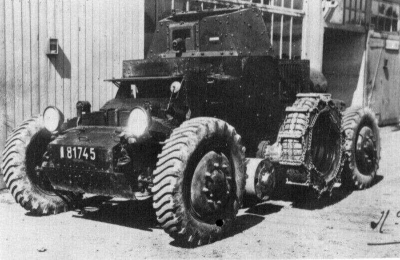
Le prototype modifié avec quatre (plus deux) roues, photographié vers 1935-1936.

Le prototype modifié est présenté début 1935 à la CEMAV. Il se révèle supérieur aux Renault VM et ZT à chenilles. Mais Gendron, concepteur du prototype, n'a pas les moyens de produire son automitrailleuse en série. La société SOMUA s'intéresse donc au prototype et l'Armée passe commande d'un nouveau prototype.

## Second prototype

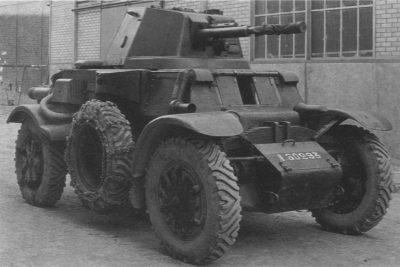
Le prototype Gendron-Somua vers 1938-1939.

Le prototype, désigné AMR Gendron-Somua par la cavalerie, est livré en décembre 1937. Après de longs essais, l'automitrailleuse est commandée le 2 septembre 1939 en 150 exemplaires sous le nom d'automitrailleuse modèle 1939 Gendron-Somua. Les premières doivent sortir en juillet 1940. La commande n'est pas prorogée car l'AMR Gendron-Somua doit être remplacée par l'automitrailleuse puissante modèle 1940 Panhard à partir de la fin 1941,.
Testée initialement sans tourelle, l'AMR Gendron-Somua reçoit en 1939 une tourelle APX 5. Cette tourelle, armée d'un canon de 25 mm modèle 1934 et d'une mitrailleuse de 7,5 mm. Cette tourelle équipe également l'AMR 35 ZT2 et l'AMD 35 P colonies.
L'armistice empêche la production d'AM 39 de série.
Il était prévu une production de dix exemplaires en juillet 1940, vingt en août puis de trente par mois à partir de septembre.